# Omorate
Omorate (auch Omo Rati oder Rate) ist eine Ortschaft am Fluss Omo im äußersten Südwesten Äthiopiens. Es ist Hauptort der Woreda Kuraz in der Debub-Omo-Zone der Region der südlichen Nationen, Nationalitäten und Völker und größte Ortschaft im Gebiet der Dassanetch.
Von der Grenze zu Kenia und auch vom Turkana-See ist der Ort etwa 25 km entfernt. Eine Straße verbindet Omorate mit Turmi. Zur Zeit des Derg-Regimes gab es bei Omorate ein von Nordkorea unterstütztes Projekt zum Baumwollanbau, das jedoch scheiterte.
2005 hatte Omorate nach Angaben der Zentralen Statistikagentur Äthiopiens 3.363 Einwohner. Laut Volkszählung von 1994 waren von 1.857 Einwohnern 31,88 % Amharen, 20,73 % Dassanetch, 10,98 % Oromo, 9,96 % Wolaytta, 7 % Gamo, 6,25 % Gofa, 3,98 % Konso und 9,32 % Angehörige anderer ethnischer Gruppen. 42,97 % sprachen Amharisch als Muttersprache, 19,22 % Dassanetch, 8,56 % Wolaytta, 7,22 % Oromo, 5,87 % Gamo, 4,95 % Gofa, 3,23 % Konso und 7,97 % andere Sprachen.